# Scorpaeniformes
Scorpaeniformes ou escorpeniformes  é uma ordem de peixes actinopterígeos, também chamada Scleroparei ou Dactylopteriformes. O grupo divergiu dos Perciformes há apenas 15 milhões de anos, no Miocénico.
Os scorpaeniformes ocupam todos os ambientes marinhos, de água doce a salgada. A maioria das espécies apresenta barbatanas dorsais e peitorais muito elaboradas, com os raios bem destacados. Muitas espécies usam o veneno, que possuem em bolsas que se ligam aos raios das barbatanhas, como medida de protecção contra os predadores e podem ser perigosas para o Homem.
O grupo inclui numerosas espécies, entre as quais as de nome comum:
- Peixe-aranha
- Peixe-dragão
- Peixe-pedra

## Famílias
A ordem Scorpaeniformes contém cerca de 20 famílias:
- Subordem Anoplopomatoidei
  - Anoplopomatidae
- Subordem Cottoidei
  - Superfamília Cottoidea
    - Abyssocottidae
    - Agonidae
    - Bathylutichthyidae
    - Comephoridae
    - Cottidae
    - Cottocomephoridae
    - Ereuniidae
    - Hemitripteridae
    - Icelidae (1)
    - Psychrolutidae
    - Rhamphocottidae

  - Superfamília Cyclopteroidea
    - Cyclopteridae
    - Liparidae
- Subordem Dactylopteroidei
  - Dactylopteridae
- Subordem Hexagrammoidei
  - Hexagrammidae
- Subordem Normanichthyiodei
  - Normanichthyidae
- Subordem Platycephaloidei
  - Bembridae
  - Hoplichthyidae
  - Platycephalidae
- Subordem Scorpaenoidei
  - Aploactinidae
  - Caracanthidae
  - Congiopodidae
  - Gnathanacanthidae
  - Pataecidae
  - Scorpaenidae
  - Synanceiidae
  - Triglidae
  - Sebastidae